# Megachile structilis
Megachile structilis är en biart som beskrevs av Cockerell 1918. Megachile structilis ingår i släktet tapetserarbin, och familjen buksamlarbin. Inga underarter finns listade i Catalogue of Life.